# Talk Talk Talk
Az 1981-es Talk Talk Talk a The Psychedelic Furs második nagylemeze. Szerepel az 1001 lemez, amit hallanod kell, mielőtt meghalsz című könyvben.

## Az album dalai
Minden dalt Richard Butler, John Ashton, Roger Morris, Tim Butler, Duncan Kilburn és Vince Ely írt.
|     | Cím                     | Hossz |
| --- | ----------------------- | ----- |
| 1.  | Dumb Waiters            | 5:04  |
| 2.  | Pretty in Pink          | 3:59  |
| 3.  | I Wanna Sleep with You  | 3:17  |
| 4.  | No Tears                | 3:14  |
| 5.  | Mr Jones                | 4:03  |
| 6.  | Into You Like a Train   | 4:35  |
| 7.  | It Goes On              | 3:52  |
| 8.  | So Run Down             | 2:51  |
| 9.  | All of This and Nothing | 6:25  |
| 10. | She Is Mine             | 3:51  |

## Közreműködők
- Richard Butler – ének
- John Ashton – gitárr
- Roger Morris – gitár
- Tim Butler – basszusgitár
- Duncan Kilburn – szaxofon, billentyűk
- Vince Ely – dob, ütőhangszerek

## Fordítás
Ez a szócikk részben vagy egészben a Talk Talk Talk című angol Wikipédia-szócikk ezen változatának fordításán alapul.  Az eredeti cikk szerkesztőit annak laptörténete sorolja fel. Ez a jelzés csupán a megfogalmazás eredetét és a szerzői jogokat jelzi, nem szolgál a cikkben szereplő információk forrásmegjelöléseként.